# Archidiecezja Kisumu
Archidiecezja Kisumu – diecezja rzymskokatolicka  w Kenii, z siedzibą w Kisumu nad jeziorem królowej Wiktorii. Powstała w 1925 jako prefektura apostolska Kavirondo. W 1932 podniesiony do rangi wikariatu apostolskiego Kisumu. Podniesiona do rangi diecezji w 1953. Archidiecezja od 1990.

## Biskupi diecezjalni
- Prefekci apostolscy
  - Bp Gorgonio Brandsma, M.H.M. (1925– 1932)
- Wikariusze apostolscy
  - Bp Gorgonio Brandsma, M.H.M. (1932– 1935)
  - Bp Nicolas Stam, M.H.M. (1936.03.09 – 1946)
  - Bp Frederick Hall, M.H.M. (1948.04.09 – 1953.03.25)
- Biskupi diecezjalni
  - Bp Frederick Hall, M.H.M. (1953 – 1963)
  - Bp Joannes de Reeper, M.H.M. (1964 – 1976)
  - Bp Philip Sulumeti (1976– 1978)
  - Bp Zacchaeus Okoth (1978 – 1990)
- Arcybiskupi  Kisumu
  - Abp Zacchaeus Okoth (1990-2018)
  - Abp Philip Anyolo (2018-2021)
  - Abp Maurice Muhatia Makumba (od 2022)